# Cantonul Vic-le-Comte
Cantonul Vic-le-Comte este un canton din arondismentul Clermont-Ferrand, departamentul Puy-de-Dôme, regiunea Auvergne, Franța.

## Comune
- Busséol
- Isserteaux
- Laps
- Manglieu
- Mirefleurs
- Parent
- Pignols
- La Roche-Noire
- Saint-Georges-sur-Allier
- Saint-Maurice
- Sallèdes
- Vic-le-Comte (reședință)
- Yronde-et-Buron